# ラブサーチライト
「ラブサーチライト」は、柴咲コウの27作目（RUI、KOH+名義含む）のシングル曲。2014年4月16日にNAYUTAWAVE RECORDSから発売された。

## 概要
表題曲はアニメ映画『名探偵コナン 異次元の狙撃手』の主題歌。andropの内澤崇仁が作曲とプロデュースを担当している。4月18日にはテレビ朝日系『ミュージックステーション』で披露された。
レコード会社ユニバーサルミュージック所属歌手が劇場版の主題歌を担当するのは、1997年の劇場版第一作目の『名探偵コナン 時計じかけの摩天楼』の杏子の「Happy Birthday」以来17年振り。
また柴咲コウが所属する芸能プロダクションスターダストプロモーション所属歌手が、『名探偵コナン』関連の主題歌を担当するのも宇徳敬子の「光と影のロマン」(1997年)以来17年振りとなる。 
初回限定盤と通常盤の初回プレス分には、江戸川コナンが柴咲の手を引く絵柄のステッカーが同封される。
柴咲のユニバーサル在籍時では、最後に発売したシングルであった。

## 収録曲
- 全作詞：柴咲コウ、作曲：内澤崇仁［androp］

1. ラブサーチライト
2. 誓い
3. ラブサーチライト -Instrumental-
4. 誓い -Instrumental-

## 収録アルバム
ラブサーチライト
- 『劇場版 名探偵コナン 主題歌集 〜“20”All Songs〜』（主題歌集）
- 『KO SHIBASAKI ALL TIME BEST 詩』（オールタイム・ベスト）

## 試聴（公式）
- ラブサーチライト （ミュージックビデオ） - YouTube